# Cristian Guerrero
Cristian Merffin Paulino Guerrero (nacido el 12 de julio de 1980 en Baní) es un jardinero derecho dominicano que juega para el equipo independiente Gary SouthShore RailCats de la American Association of Independent Professional Baseball. Mide 6' 6 y es el hermano más joven de Wilton y Vladimir Guerrero.

## Carrera

### Ligas menores
Guerrero fue originalmente firmado como agente libre no drafteado por los Cerveceros de Milwaukee en 1997. Comenzó su carrera con el equipo de los Cerveceros en la Liga Dominicana de Verano en 1998, después se unió a los Ogden Raptors en 1999. Estuvo entre los mejores 10 prospectos en el farm system de los Cerveceros durante tres años por la revista Baseball America, y fue un All-Star de la Pioneer Baseball League en 1999 y 2000.
Continuó jugando en el sistema de los Cerveceros hasta el año 2003, cuando se unió a la organización de los Marineros de Seattle a mitad de temporada. En 2004 volvió a cambiar de organización a mitad de temporada, esta vez uniéndose a los Angelinos de Anaheim. Desde 2005 a 2007, jugó en la organización de los Nacionales de Washington, dividiendo el 2007 entre Columbus Clippers y Harrisburg Senators, antes de ser liberado.
En total, Guerrero jugó en más de 460 juegos en Doble-A y superior, incluyendo mayormente las temporadas entre 2002-07.

### Ligas independientes
Después de salir de los Nacionales, Guerrero se unió a Camden Riversharks de la Liga del Atlántico. En 43 partidos con Riversharks, bateó .290 con siete jonrones y 23 carreras impulsadas.

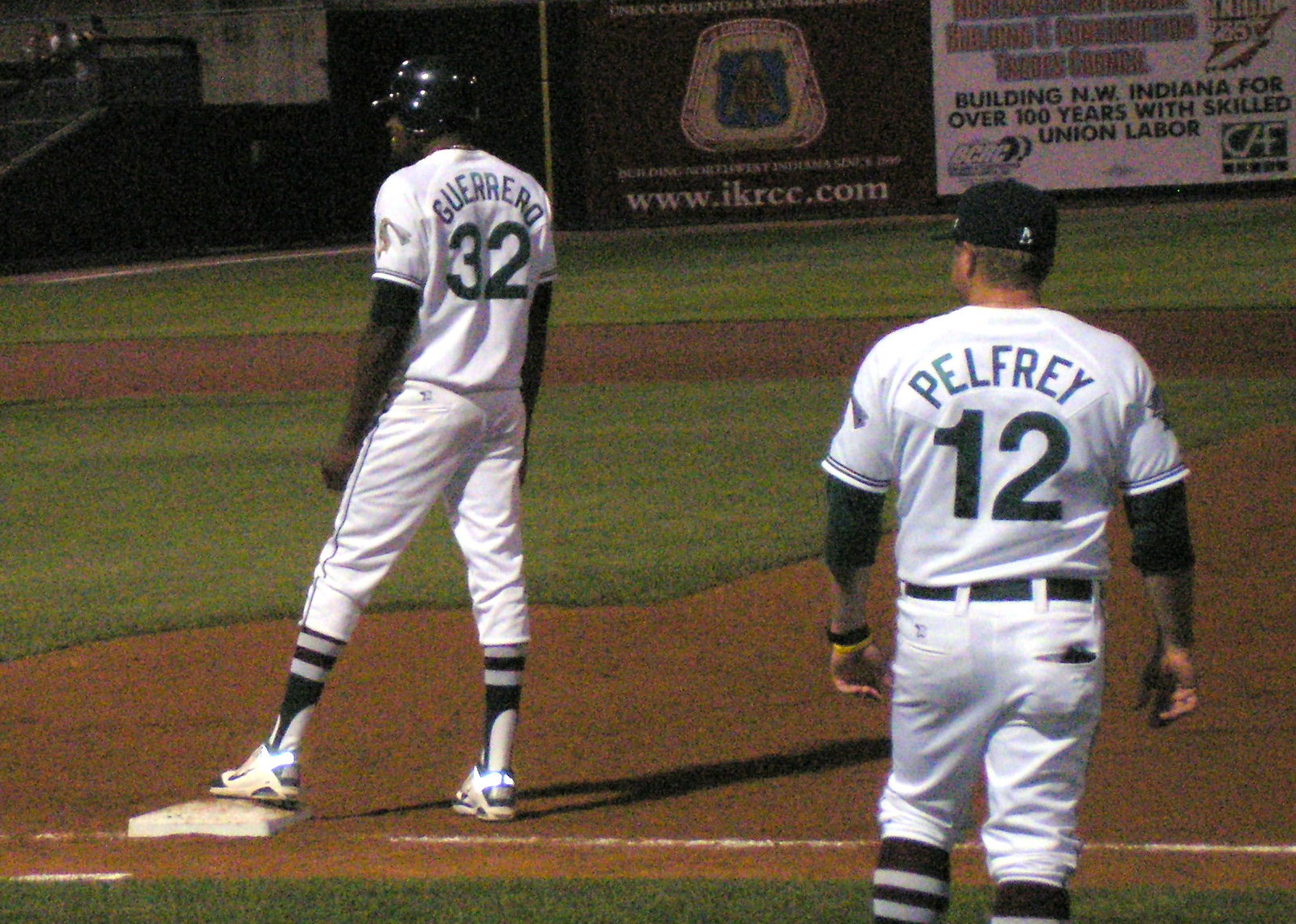
Guerrero (en la primera base) como miembro de Gary SouthShore RailCats en 2011

En 2008, Guerrero firmó con los RailCats, miembros de la Northern League. Esa temporada, Guerrero terminó cuarto en la liga con sus 16 jonrones, rompiendo el récord del club de seis años establecido por Jermaine Swinton el 27 de agosto de 2008. Guerrero también estuvo en la 15a posición de la liga con un promedio de bateo de .312, remolcó 63 carreras y robó 15 bases. En la postemporada, su promedio de .345 promedio fue el segundo en el equipo y pegó un par de jonrones para llevar a los RailCats a una victoria 7-6 en el primer partido de la Serie de Campeonato de la Northern League contra Kansas City T-Bones.
A través de la temporada 2010, tuvo un promedio de bateo de .272 y 139 jonrones en 928 partidos de ligas menores.
El 15 de marzo de 2011, se anunció que firmó un contrato con los Pennsylvania Road Warriors. El 14 de abril de 2011, se anunció que jugaría para los RailCats.